# Famille Dolgoroukov
Ne pas confondre avec Maison Argoutinsky-Dolgoroukoff. Pour la peintre russe, voir Julia Dolgorukova.

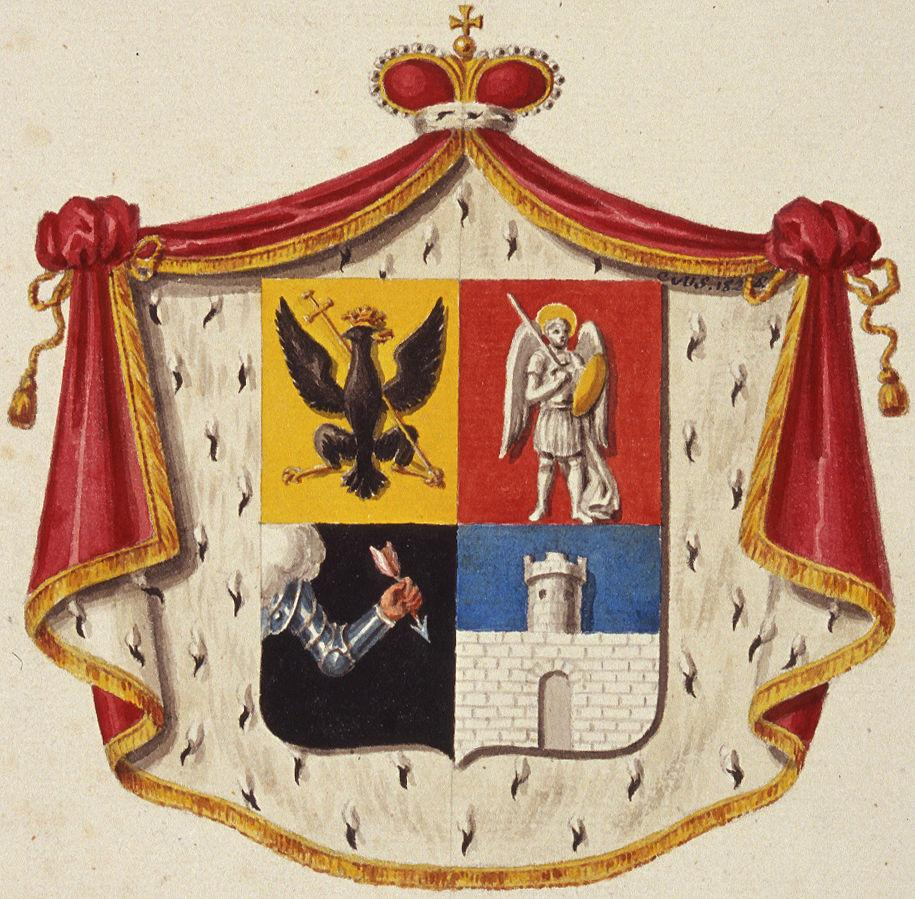
Le blason de la maison princière des Dolgoroukov.

La famille Dolgoroukov (Долгоруков), ou encore Dolgorouki (Долгорукий), est une illustre maison princière russe riourikide. Son origine remonte à saint Vladimir et à Rurik.
Les Dolgoroukov descendent de Michel de Tchernigov. Le patronyme provient du sobriquet d'un des princes d'Obolensk qui était surnommé Dolgorouki, ce qui signifie en russe « long-bras » ou « longue-main ». Un grand nombre de généraux et d'hommes d'État russes sont issus de cette famille.

## Membres

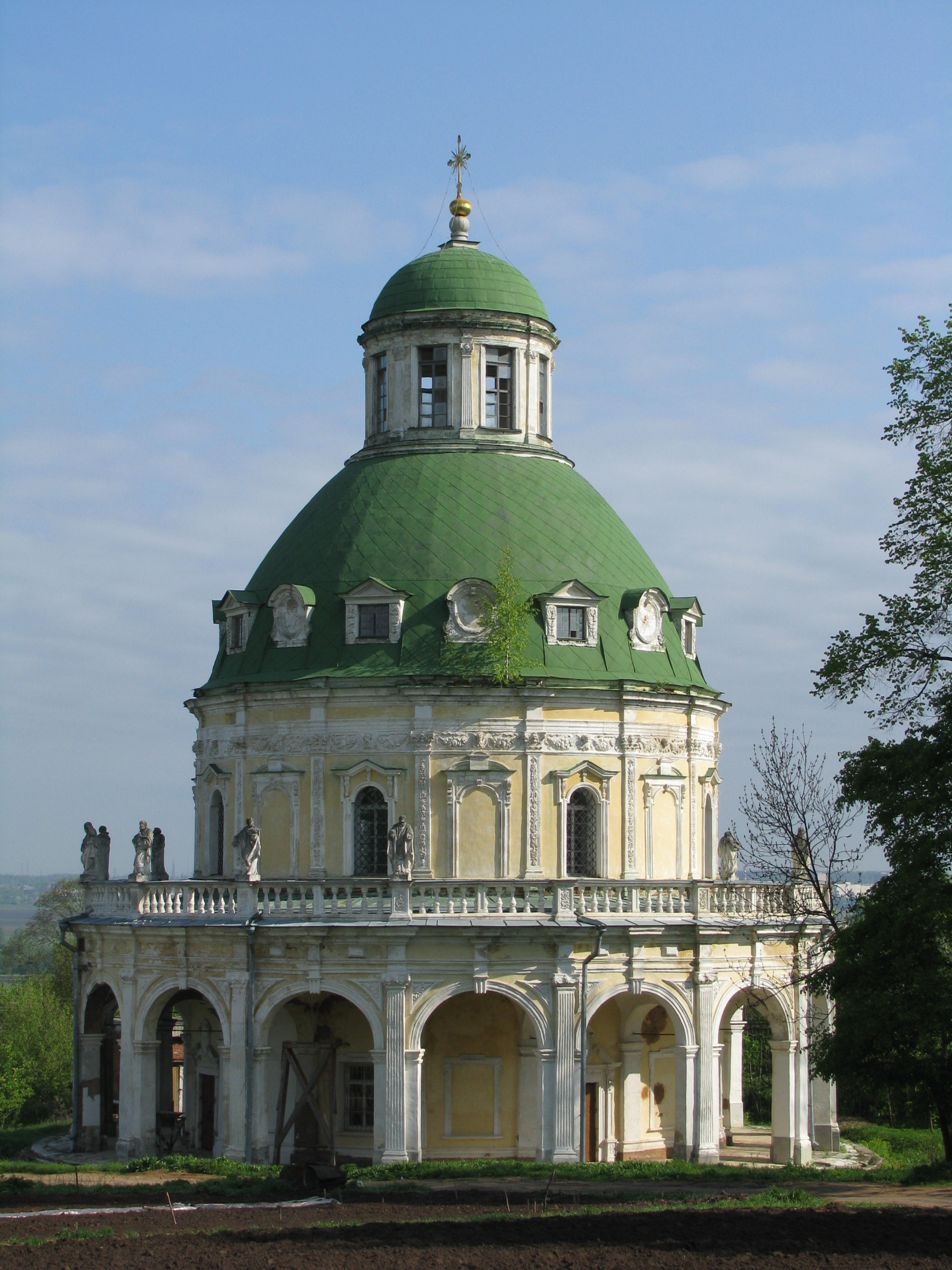
Église du château de la famille Dolgoroukov à Podmoklovo, (1714-1722).

- Iouri Dolgorouki, né en 1091, fils de Vladimir II Monomaque.
- Michel Ier Iourievitch
- André Ier Bogolioubski
- Maria Vladimirovna Dolgoroukova (morte en 1625), première épouse de Michel III de Russie
- Iakov Fiodorovitch Dolgorouki (1639-1720), sénateur et conseiller de Pierre le Grand, ambassadeur en France et en Espagne ;
- Vassili Vladimirovitch Dolgorouki (1667-1746), feld-maréchal sous Catherine Ire de Russie ;
- Vassili Loukitch Dolgoroukov (1672-1739), diplomate et ministre russe ;
- Maria Yakovlevna Dolgoroukova, (1721-1768), dame d'honneur d'Élisabeth Ire de Russie, épouse du général-prince Georges de Géorgie (fils de Vakhtang VI)

- Alexis Grigorievitch Dolgorouki, père de la princesse Ekaterina Dolgoroukova et du prince Ivan Dolgorouki
  - Ivan Alekseïevitch Dolgoroukov, fils du précédent et frère d'Ekaterina Alekseïevna Dolgoroukova, favori de Pierre II de Russie ;
- Ekaterina Alekseïevna Dolgoroukova (1712-1747), fiancée de Pierre II de Russie.

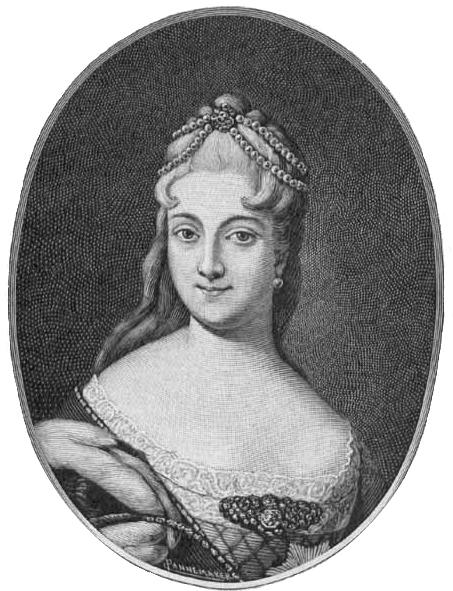
Princesse Catherine Alexeïevna Dolgoroukova (1712-1747). Gravure de 1730

- Vassili Dolgorouki, général en chef sous Catherine II de Russie, conquit la Crimée ;
  - Vassili Vassilyevitch Dolgorouki (1752-1812), général et conseiller secret du tzar, fils du précédent ;
    - Ekaterina Vassilievna Dolgoroukova (1791-1853), dame d'honneur et chambellan, fille du précédent, épousait Sergueï Nikolaïevitch Saltykov ;
- Ivan Mikhaïlovitch Dolgorouki (1764-1824), poète russe ;
  - Alexeï Alexeïevitch Dolgoroukov, (1767-1834), sénateur (1817, ministre de la Justice (1827-1829), membre du Conseil d'État (1829), fils du précédent ;
- Sergueï Nikolaïevitch Dolgoroukov, (1769-1829), militaire russe, au cours des différents conflits qui opposèrent la Russie aux armées napoléoniennes, il fut l'un des commandants de l'Armée impériale de Russie. Lieutenant-général d'infanterie ;
- Mikhaïl Petrovitch Dolgoroukov (1780-1808), militaire russe, au cours des Guerres napoléoniennes, il fut l'un des commandants de l'Armée impériale de Russie. Général d'infanterie, il se distingua dans un grand nombre de batailles de 1807 et 1808, il fut tué lors de la bataille de Koljonvirta, fils du prince Piotr Petrovitch Dolgoroukov ;
- Helena Pavlovna Dolgoroukova (1790-1860), grand-mère d'Helena Blavatsky et de Serge Witte ;
- Vassili Andreïevitch Dolgoroukov (1804-1868), ministre russe de la guerre ;
- Sergueï Alexeïevitch Dolgoroukov, Membre du Conseil d'État de l'Empire russe (1871) ;
- Piotr Vladimirovitch Dolgoroukov (Moscou 1807 - Berne 1868), historien banni de Russie pour son livre La Vérité sur la Russie ;
- Vladimir Andreïevitch Dolgoroukov (1810-1891), militaire et homme d'État russe, adjudant-général et général d'infanterie, maire de Moscou, gouverneur de Moscou (1865-1891), il prit part au conflit opposant la Russie à la Turquie (1877-1878), membre du Conseil d'État de l'empire russe (1881) ;
- Hélène Dolgoroukova, grand-mère maternelle du comte Serge Witte premier ministre de l'empire russe (1905-1906) ;
- Maria Dolgoroukova (1822-1907), épouse du prince M.A. Galitzine en premières noces, ambassadeur à Madrid, puis du comte von der Osten-Sacken, ambassadeur à Berlin. Elle fut élève de Chopin et mécène de Bortkiewicz.
- Marie Sergueïevna Dolgorouky (1846-1932) dame d'honneur de l'impératrice Alexandra, épouse en secondes noces du général Paul von Benckendorff. La rose 'Princesse Marie Dolgorouky' lui est dédiée en 1878.
- Ekaterina Mikhaïlovna Dolgoroukova (1847- Cannes 1922) plus connue en français comme Catherine - ou Katia - Dolgorouky, princesse et épouse morganatique du tsar Alexandre II de Russie ;
- Alexandre Sergueïevitch Dolgoroukov, (1841-1912), membre du Conseil d'État (1905) ;
- Pavel Dolgoroukov (1866-1927), homme politique russe ;
- Piotr Dolgoroukov (1866-1951), homme politique russe, frère jumeau du précédent.

## Autre
- Moïsseï Argoutinski-Dolgorouki, ou Arghoutian-Dolgoroukov (1797-1855), général russe d'origine arménienne, n'a aucune parenté avec la maison Dolgoroukov. Le tsar Paul Ier avait donné ce nom à sa famille, les deux termes, en arménien et en russe, ayant le même sens : « long bras »[1].

### Bibliographie

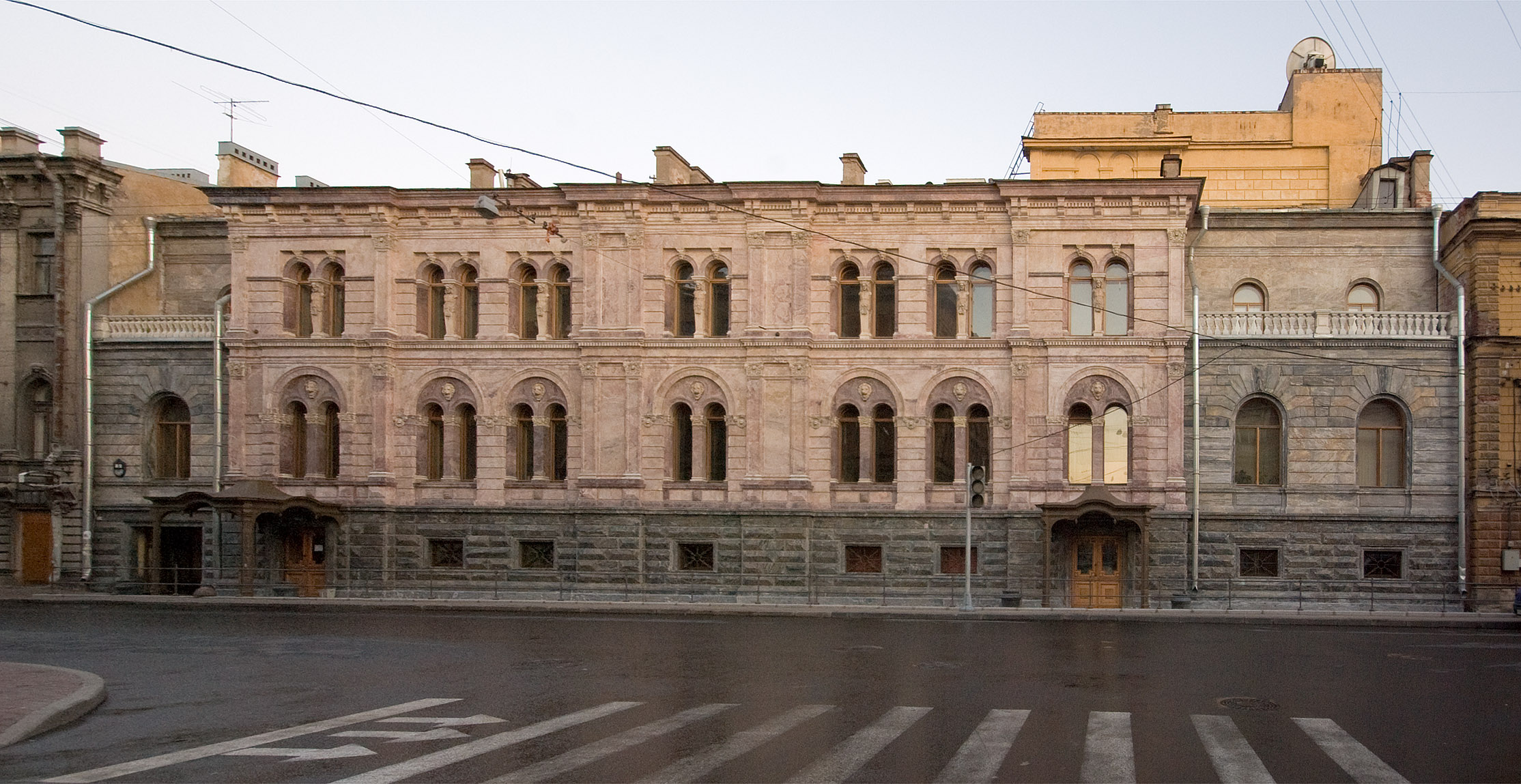
Façade de l'hôtel particulier Dolgorouki rue Gagarinskaïa à Saint-Pétersbourg

## Pour approfondir